# Novi Plamen
«Novi Plamen» (Новое пламя) — левый теоретический журнал, нацеленный на аудиторию, живущую на территории бывшей Югославии. Журнал выпускается в Загребе издательской компанией «Demokratska misao» (Демократическая мысль), где его можно купить в большом числе киосков печатной продукции.

## Краткая справка
Первый выпуск журнала состоялся в марте 2007 года. Журнал двуязычный: статьи в нём печататются как на хорватском, так и на сербском языках. Основные страны, в которых распространяется журнал, — это Хорватия, Сербия, Македония и Босния и Герцеговина. Шеф-редакторами журнала являются Филип Эрцег (один из руководителей Социалистической рабочей партии Хорватии), Младен Якопович (псевдоним: Дан Jакопович) и профессор Горан Маркович (лидер Рабоче-коммунистической партии Боснии и Герцеговины). ISSN журнала — 1846-386X.
Название журнала отсылает к левому журналу «Plamen», издававшемуся с 1919 года Мирославом Крлежей и Августом Цесарецом.

## Экспертный совет
В экспертный совет журнала входят многие известные международные левые деятели: Ноам Хомский, Славой Жижек, Кен Коатс, Дэвид Грэбер, Михаэль Леви, Майкл Альберт, Джон МакДональд, Катрин Самари и Жан Циглер, а также ведущие интеллектуалы и общественные деятели юго-восточной Европы: вице-премьер хорватского правительства Слободан Узелац, депутат хорватского парламента Милорад Пуповач, президент хорватской Ассоциации писателей Велимир Вискович, писатели Слободан Шнайдер и Предраг Матвеевич, боснийские экс-министры Марко Оршолич и Драголюб Стоянович, профессор и политический деятель Богдан Денич, актёр Иосип Пеякович, философ Милорад Живанович, философ Любомир Цуцуловски, социолог Растко Мочник и другие.

## Деятельность
«Novi Plamen» и «Demokratska misao» совместно организовали международную научную конференцию под названием «Участие, самоуправление, демократия», состоявшуюся в Загребе в ноябре 2007 года. В конференции приняла участие также шведская Левая партия.